# Damon Hill
Damon Graham Devereux Hill (n. 17 septembrie 1960, Hampstead⁠(d), Anglia, Regatul Unit) este un fost pilot de Formula 1, campion mondial în 1996. El este fiul lui Graham Hill și, împreună cu Nico Rosberg, unul dintre cei doi fii ai unui campion mondial de Formula 1 care a câștigat și titlul.

## Cariera în Formula 1
| Sezon | Echipă                    | Număr puncte | Loc clasament general |
| ----- | ------------------------- | ------------ | --------------------- |
| 1991  | Canon Williams Team       | Pilot teste  | -                     |
| 1992  | Motor Racing Developments | 0            | -                     |
| 1993  | Canon Williams Team       | 69           | 3                     |
| 1994  | Rothmans Williams Renault | 91           | 2                     |
| 1995  | Rothmans Williams Renault | 69           | 2                     |
| 1996  | Rothmans Williams Renault | 97           | 1                     |
| 1997  | Danka Arrows Yamaha       | 7            | 12                    |
| 1998  | Benson and Hedges Jordan  | 20           | 6                     |
| 1999  | Benson and Hedges Jordan  | 7            | 12                    |